# Tania Navarro Amo
Tania Navarro Amo   (Barcelona, 6 de gener de 1956) és una escriptora, exvedet i activista pels drets LGBT catalana.

## Vida i carrera
Tania Navarro va néixer el 6 de gener de 1956 a Barcelona, durant la dictadura de Francisco Franco. Va créixer en un entorn profundament conservador i trànsfob, i sota un règim que perseguia les dissidències sexuals i de gènere.
En 1965 va ingressar en un reformatori per decisió de la seva mare, convençuda pels seus veïns. Després de diverses fugues i encara sota el règim franquista, la Tania es va veure obligada a exercir la prostitució sent encara menor d'edat, la qual cosa la va portar a ser empresonada. Durant el seu temps a la presó va ser víctima de multitud de maltractaments, humiliacions i agressions per part dels funcionaris de la presó a causa de la seva identitat, així com va ser víctima de múltiples violacions per part tant dels funcionaris com dels mateixos presos.
Després de la seva sortida de presó va treballar com vedet en diversos teatres de Madrid i Barcelona. De fet, primer va debutar com a ballarina de ballet a l'Hotel El Palace de Barcelona.
Va ser també una de les dones trans presents a la manifestació de l'orgull gai de Barcelona de 1977, la primera manifestació de l'Orgull LGBT de la història del país.
El 20 d'agost de 2021 va publicar la seva obra autobiogràfica La infancia de una transexual en la dictadura. A través de los ojos de mi madre, en la qual va narrar les vivències de tota la seva vida, així com els abusos que va sofrir per ser una dona trans durant el règim franquista.

## Obres
- La infancia de una transexual en la dictadura, A través de los ojos de mi madre (2021)